# كامن كاليف
كامن كاليف (بالبلغارية: Камен Калев)‏ (و. 1975  م) هو مخرج أفلام، وكاتب سيناريو، ومونتير بلغاري، ولد في بورغاس.

## التعليم
تعلم في La Fémis ‏
.

## وصلات خارجية
- كامن كاليف على موقع IMDb (الإنجليزية)
- كامن كاليف على موقع قاعدة بيانات الأفلام العربية
- كامن كاليف على موقع ألو سيني (الفرنسية)
- كامن كاليف على موقع أول موفي (الإنجليزية)
- كامن كاليف على موقع قاعدة بيانات الأفلام السويدية (السويدية)
- كامن كاليف على موقع قاعدة بيانات الفيلم (الإنجليزية)
- كامن كاليف على موقع كينوبويسك (الروسية)